# Balonem do bieguna
Balonem do bieguna. Przygody z podróży powietrznej ponad lodami (późniejsze wydania miały podtytuł Ponad lodami Antarktydy) – powieść przygodowa, fantastycznonaukowa dla młodzieży Władysława Umińskiego z 1892 roku (w odcinkach; wydanie książkowe z 1894 roku). Powieść opowiada o wyprawie na biegun południowy przy pomocy technologicznie zaawansowanego balonu. 
Była to druga powieść Umińskiego, który po jej publikacji zaczął być rozpoznawany jako autor powieści dla młodzieży. Była to też pierwsza powieść Umińskiego zawierająca elementy fantastyczne, i jako taka, była jedną z pierwszych polskich powieści science fiction.

## Historia wydań
Powieść była opublikowana w odcinkach w ilustrowanym magazynie Wieczory Rodzinne (nr 1–30) w 1892 roku, a następnie wydana jako książka w 1894 w wydawnictwie Gebethner i Wolff. Kolejne wydania (w sumie ok. 10 do połowy lat 50.) ukazały się m.in. w latach 1905, 1925, 1929, 1930, 1947, 1948, 1954, 1955. Powieść przetłumaczono także na j. rosyjski (1887) i francuski (Au Pole Sud en Balloon, ok. 1910).
Umiński wprowadzał do późniejszych wydań poprawki mające na celu uaktualnienie pozycji do obecnego stanu wiedzy o nauce i technice.

## Fabuła
Fabuła powieści dotyczy, zgodnie z tytułem, podróży do bieguna (południowego) przy pomocy balonu (właściwie sterowca). Urządzenie to, napełnione helem, umożliwiające podróż pod wiatr i rozwijające prędkość do 150 km/h, jest dziełem polskich inżynierów (Gromski i Jelski) i nosi nazwę „Polonia”. Trzej podróżnicy (Gromski i dwóch Amerykanów, kapitan Ford i sternik James Barton) próbują przemierzyć balonem obszary lodowcowe, by dotrzeć do bieguna. Podczas podróży powrotnej muszą się zmierzyć z awarią swojego środka transportu, lecz po licznych perypetiach zostają ocaleni przez statek wielorybniczy.

## Odbiór
Pozytywnie o książce wyraził się recenzent Dziennika Bydgoskiego w 1926, pisząc, że "Podróż tę przebywa czytelnik w duchu z odważnymi pilotami, przeżywa z nimi dużo trudów i niebezpieczeństw, zachwyca się czarodziejskiem pięknem napowietrznych przestworzy, o cudach których ludzie na ziemi nie mają najmniejszego pojęcia. Oby z pomiędzy czytelników tej książki wyrosła mnoga liczba prawdziwych „Gromskich”, którzy by wynalazkami lub odkryciami wsławili imię Polski!".

## Analiza
Była to druga powieść Umińskiego, oraz pierwsza zawierającą futurystyczny gadżet (opisany przez Antoniego Smuszkiewicza jako „nowy typ aerostatu, działający na zasadzie połączenia balonu z prototypem samolotu”) i tym samym jest to jego pierwsza powieść science fiction i równocześnie jedna z pierwszych polskich książek tego typu. Powieść zawiera akcenty patriotyczne (bohaterami są Polacy). Zgodnie ze zwyczajami Umińskiego (opisanymi przez Smuszkiewicza jako „nieśmiałe wybieganie w niezbyt odległą przyszłość”), przedstawione tam wynalazki są stosunkowo realistyczne, reprezentujące technikę tylko nieco wykraczającą poza stan obecnej wiedzy (pojazd opisany przez Umińskiego zbudował kilka lat później, w roku 1900, niemiecki konstruktor, Ferdinand von Zeppelin, a napełnienie balonów bezpieczniejszym helem zaczęto stosować kilkanaście lat później).
Powieść jest zaliczana do gatunku robinsonady, z powodu swojej drugiej części, gdy pojazd bohaterów w drodze powrotnej ulega wypadkowi. Jest także inspirowana Verne’em, nawiązując tematycznie do 5 tygodni w balonie.